# طبيب الرأس (رياح)
طبيب الرأس Cape doctor

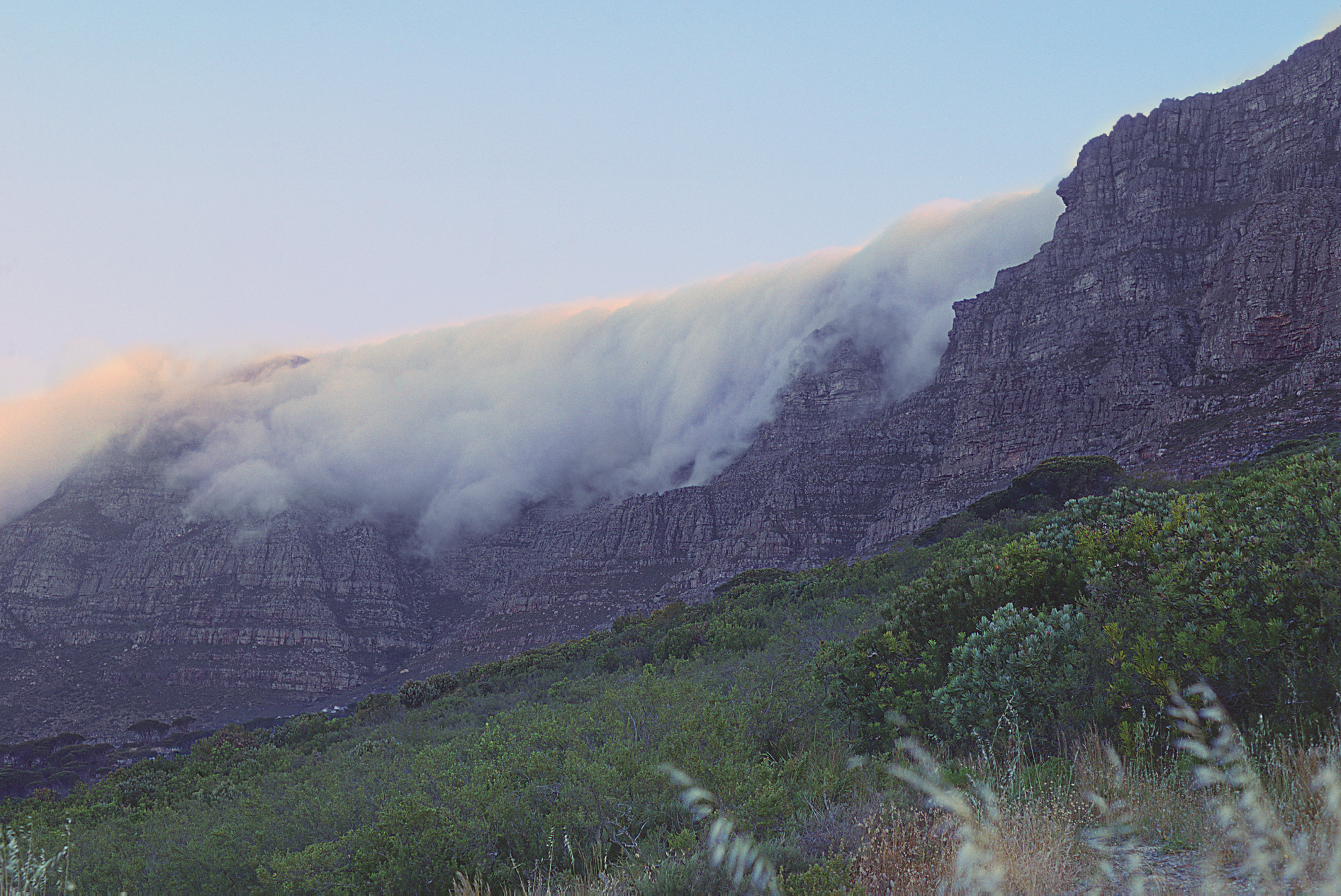

هو اسم محلي يطلق على الرياح الجنوبية الشرقية اللطيفة المنعشة التي تهب في فصل الصيف على مدينة كيب تاون في جمهورية أفريقيا الجنوبية ولذا عرفت بطبيب الرأس.
المصدر: المعجم الجغرافي المناخي